# Crestasee
Der Crestasee (rätoromanisch: Lag la Cresta) liegt zwischen Flims und Trin im schweizerischen Kanton Graubünden auf 844 m Höhe. Er liegt mit etwas mehr als der Hälfte der Fläche auf dem Gemeindegebiet von Flims, der Rest gehört zu Trin. Der Name leitet sich ab vom lateinischen Wort crista für «Geländekamm». Der Crestasee ist also der «See am Geländekamm» oder am Hügelzug. Der See ist nur zu Fuss oder mit dem Fahrrad erreichbar.
Er liegt wie der höher gelegene Caumasee in einer Mulde im Grosswald von Flims. Seine Entstehung geht auf den Flimser Bergsturz am Ende der letzten Eiszeit zurück.

## Lage
Der See ist auf drei Seiten von Wald umgeben und wird aus unterirdischen Quellen gespeist. Auf der offeneren Nordseite liegt der Abfluss, der über eine Schwelle in die Flem mündet. Da sich der Wasserstand im Lauf des Jahres kaum verändert, wird angenommen, dass dem See unterirdisch gleich viel Wasser zufliesst. Die Wassertemperatur ist etwas höher als diejenige des Caumasees, was wohl auf den geringeren Zufluss von Grundwasser zurückzuführen ist.

## Geschichte
Erwähnt wird der Crestasee zum ersten Mal vor rund 500 Jahren: Im Vermarchungsbrief aus dem Jahre 1461 werden die Grenzen zwischen den Gemeinden Flims und Trin beschrieben. Das Gebiet der Freiherren von Sax-Misox, der Erben der Herren von Freiherren von Belmont, solle reichen bis vor dem se uf und ob den se hin und in den Wald an die egg, die in der grössten tüffy lit, und von der selben egg gon dem Rin untz an den Krummen Wag, gelich nach der Schnur. Die Bestimmung, wonach die Grenzsteine zwischen dem See, Conn und dem Krummenwaag am Rhein in schnurgerader Linie zu verlaufen hätten, hat bis heute ihre Gültigkeit behalten.
1805 soll der See von grossen Hechten bevölkert gewesen sein, die allerdings nicht geangelt, sondern vom Ufer aus mit Schrot geschossen wurden und von Hunden an Land geholt wurden; das Angeln wurde durch zahlreiche Baumstämme im Wasser verhindert.
Im 19. Jahrhundert wurde ein Versuch unternommen, den See trockenzulegen, um Kulturland zu gewinnen. Ein Versuch von 1828, das Wasser durch einen Tunnel abzuleiten, misslang. Um 1870 gelang es Bauern aus Trin, den See zu drei Vierteln zu leeren. Da der Grund jedoch mit Kalksinter bedeckt und somit unfruchtbar war, sah man von einer weiteren Trockenlegung ab.
Ende des 19. Jahrhunderts hatte der See wieder seine ursprüngliche Grösse zurückerlangt. Ebenfalls zu jener Zeit begann seine touristische Nutzung. 1892 wurde das heutige Restaurant beim See gebaut. Ab den Sechzigerjahren wurde der See von der Gemeinde Trin zusammen mit der Stadt Chur betrieben. Diese Zusammenarbeit dauerte bis zur Errichtung des Bades in der Oberen Au in Chur ab 1972 (Eröffnung 1974).
2001 und 2002 wurde das Gasthaus Crestasee renoviert, zudem wurde ein neues Gebäude mit Umkleideräumen und Toiletten erstellt. Der Crestasee wird im Sommer von einem Bademeister beaufsichtigt und ist in dieser Zeit eintrittspflichtig.

## Medienstar
Der See kam vor als Plakatsujet der SBB, die mit einem kanadisch anmutenden Trapper mit Hund sowie mit absolut ungestörtem Ausblick über den See und den Grosswald hin für Ausflüge in die unberührte Wildnis warb. 2013 folgte ein Picknick – mit Feuer, was hier verboten ist – einer Migros-Familie am Crestasee, bei dessen Langversion sich noch ein Intro des Caumasees in den Film schmuggelte.

## Galerie

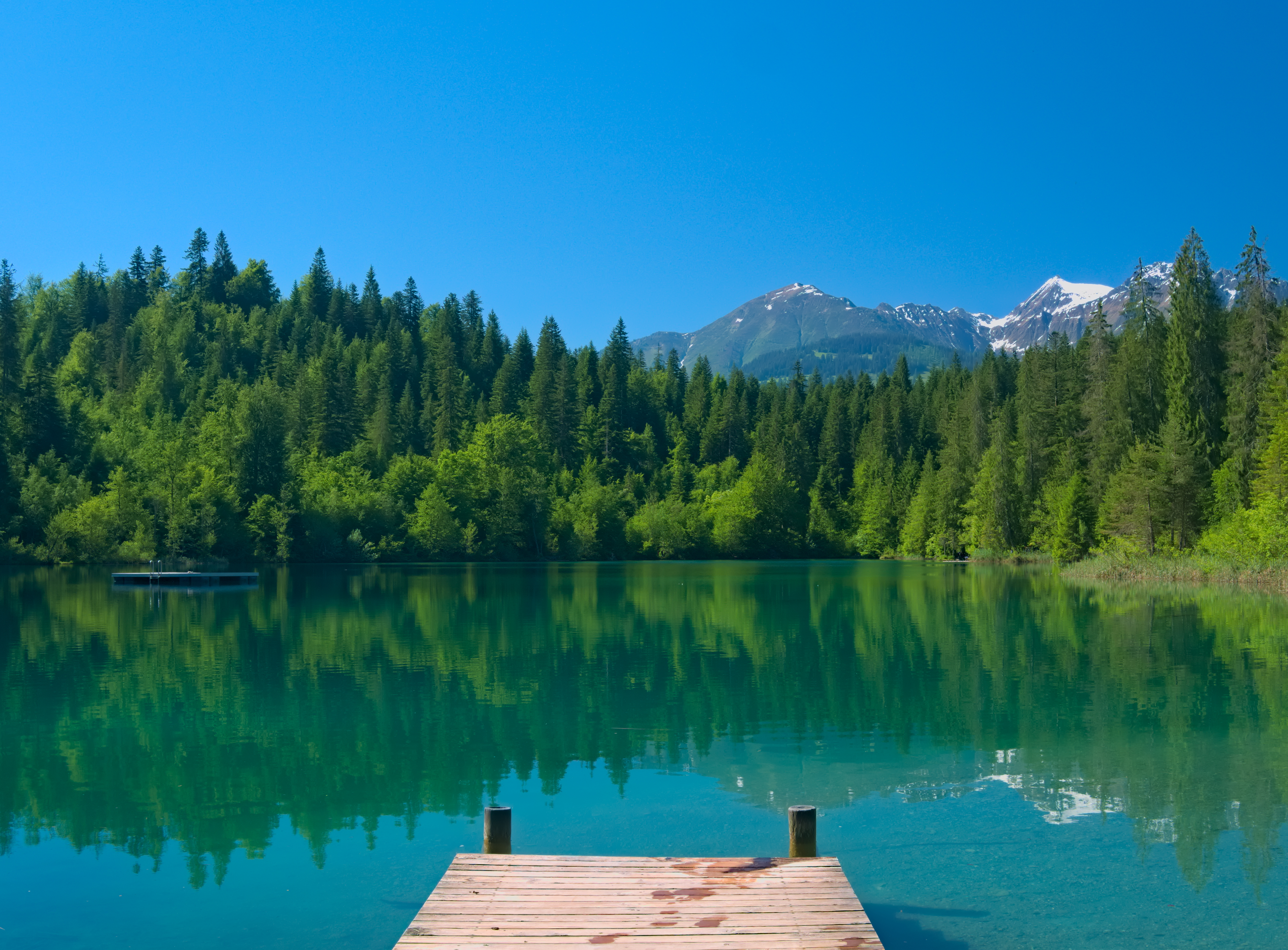
Juni 2021
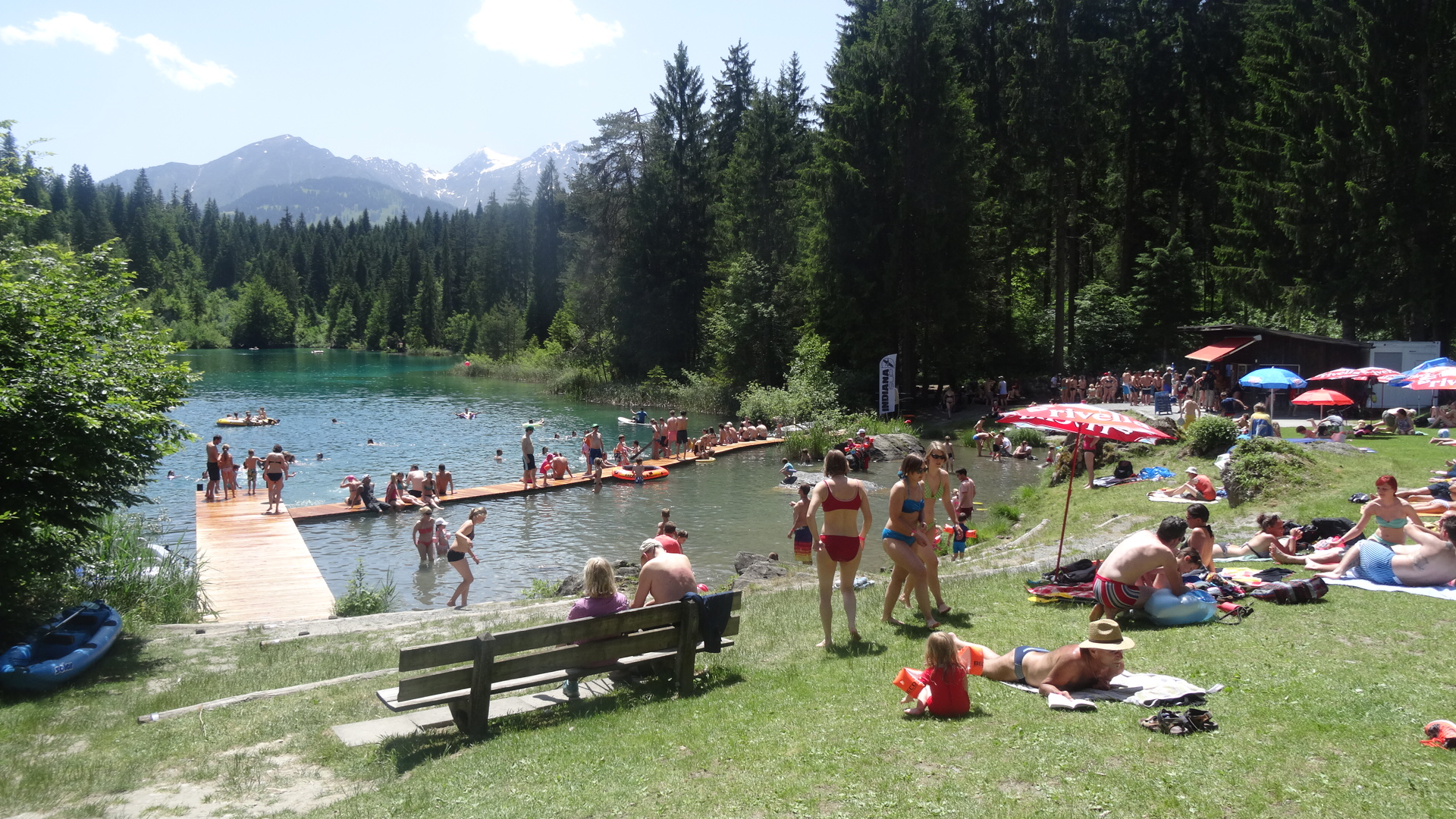
Badebetrieb
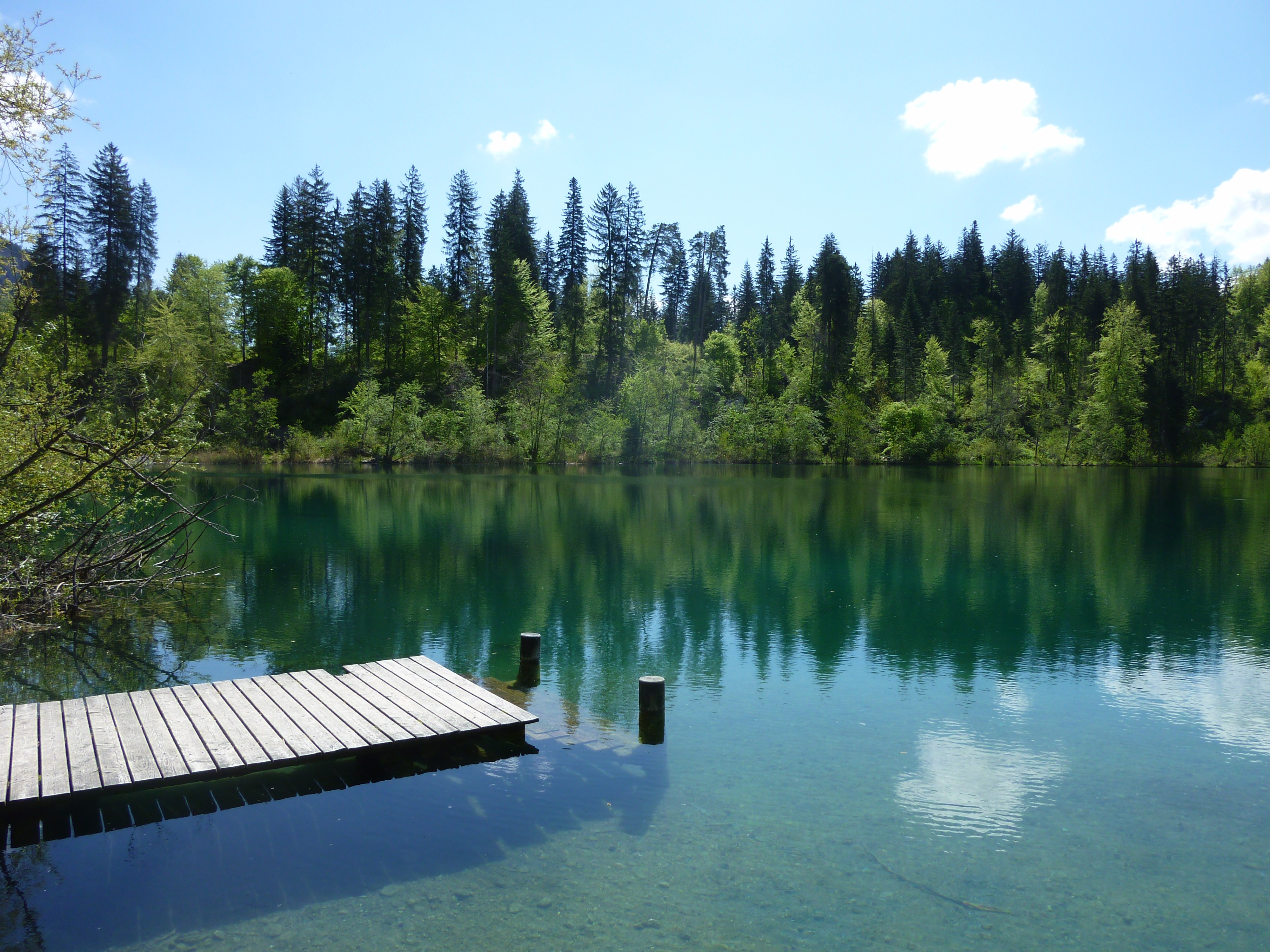
Mai 2010
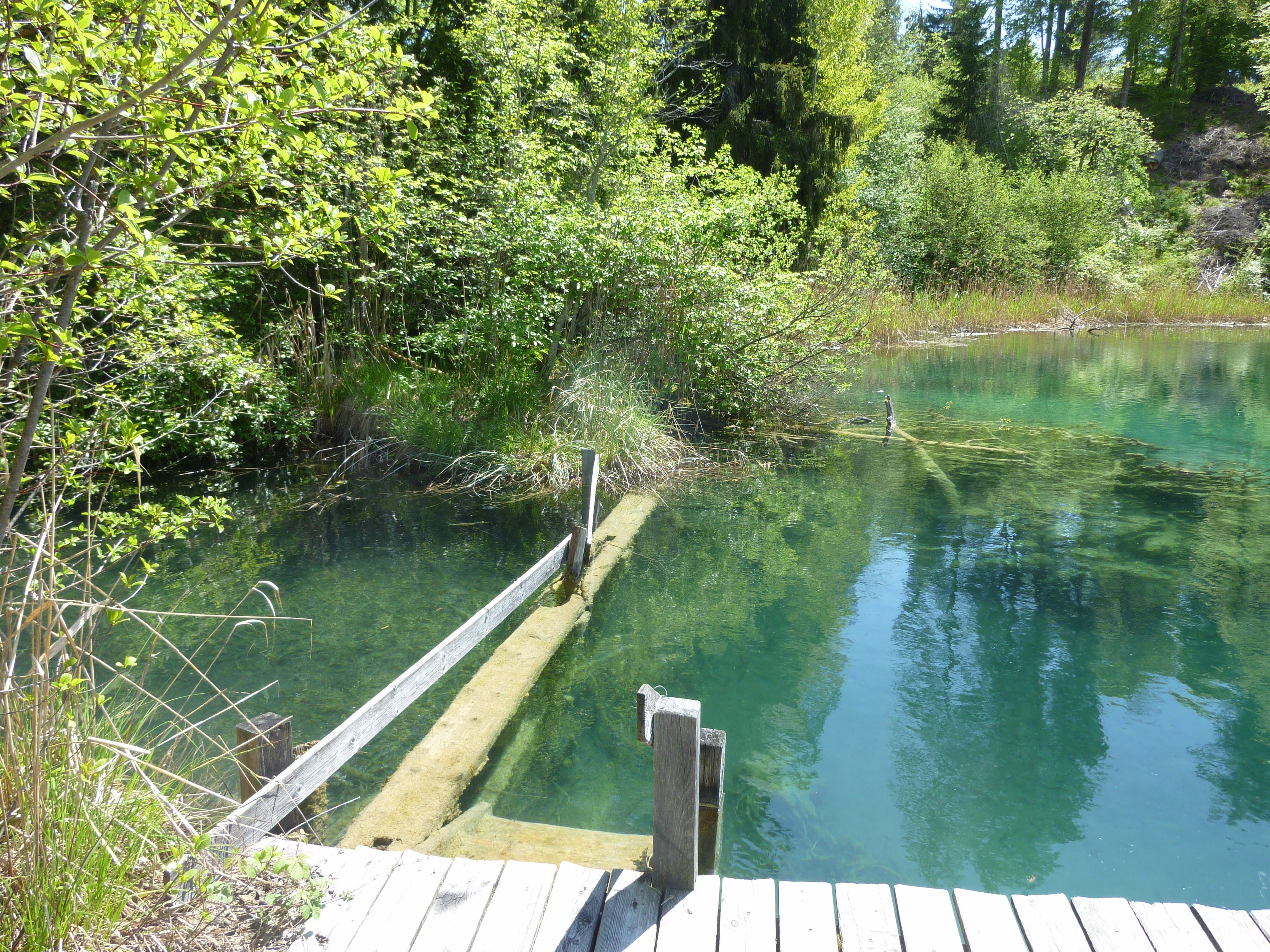
Abfluss
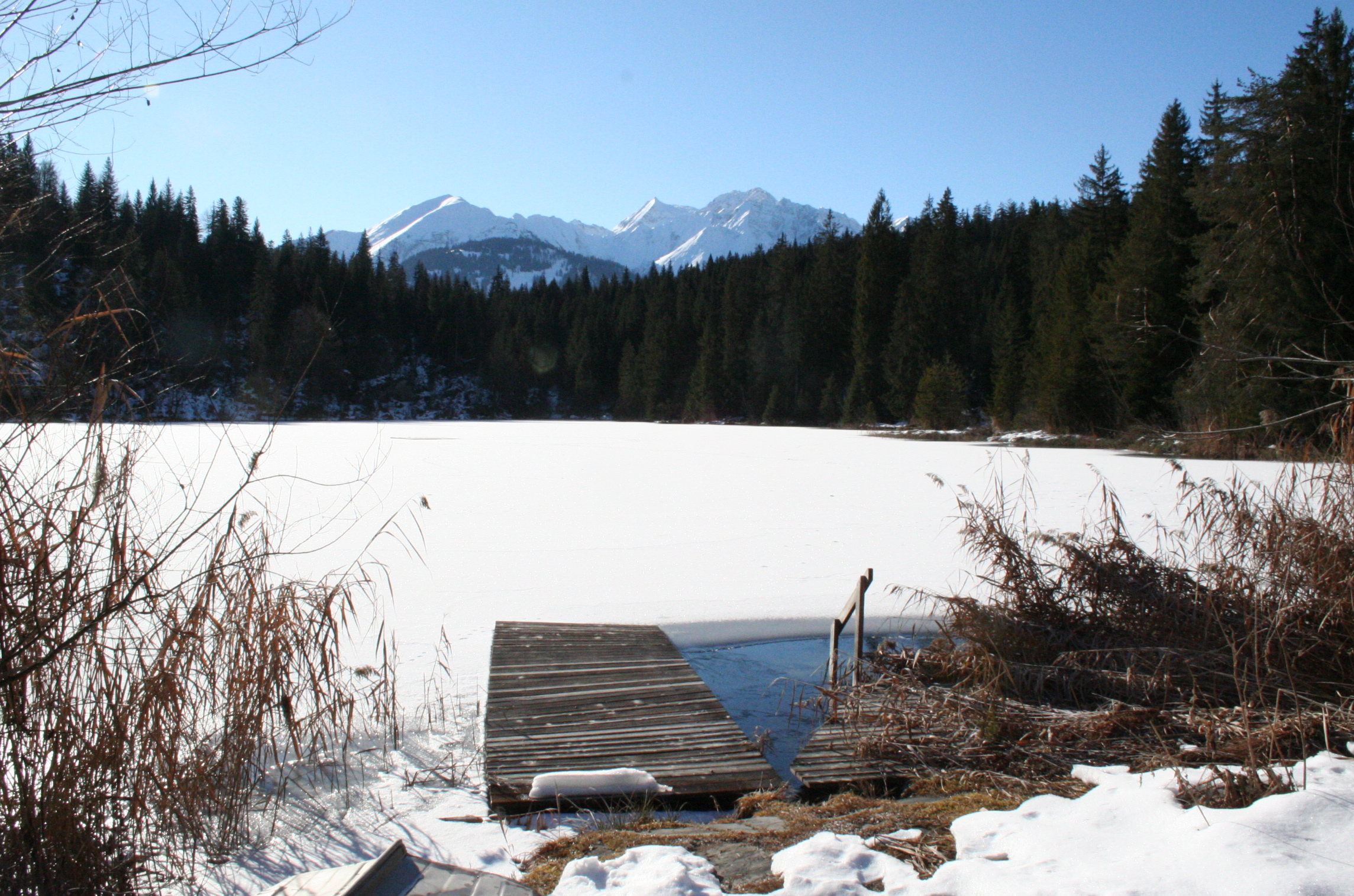
Richtung Süden im Winter